# Большие Чирки (Тюменская область)
Большие Чирки — деревня в Голышмановском городском округе Тюменской области. Входит в состав Среднечирковского сельского поселения.

## География
Деревня находится на берегу реки Емец в 35 километрах к югу от посёлка Голышманово.
В 1,5 километрах к западу от деревни проходит автодорога Голышманово — Бердюжье.
Часовой пояс
Деревня, как и вся Тюменская область, находится в часовой зоне МСК+2. Смещение применяемого времени относительно UTC составляет +5:00.

## Население
| 2010 |
| ---- |
| 42   |